# Nikolaus von Krufft
Freiherr Nikolaus von Krufft (n. 1 februarie 1779, Viena – d. 16 aprilie 1818) a fost un compozitor și pianist austriac. Este cunoscut printr-un număr mic de lucrări de cameră pentru corn francez, ce figurează adeseori în repertoriul interpreților la acest instrument.

## Primii ani. Studii
Krufft era fiul ministrului de stat. Între anii 1794 și 1799 a studiat filosofia la Universitatea din Viena și a absolvit studii de drept tot aici, un an mai târziu. În 1801 este angajat ca secretar de Stat și al Curții.
Primește primele lecții de pian de la mama sa. Mai târziu, va studia compoziția cu Johann Albrechtsberger, al cărui elev va fi și Ludwig van Beethoven.

## Muzica lui Krufft
Compozitorul aparține romantismului timpuriu, lucrările lui influențându-l pe mai tânărul compozitor Franz Schubert. Scrie lucrări cu pian în epoca de început a acestui instrument. Cu toate acestea, se pot identifica în muzica sa elemente ale epocii trecute; partitura de pian sugerează pe alocuri chiar vechi practici de bas continuu. Coexistența unei tratări în stil clasic și a inovațiilor romantismului (de pildă, limbajul armonic, modulațiile mai îndepărtate) este un specific al generației sale (cf. Beethoven). Compune lucrări pentru instrumente de suflat soliste, precum fagotul și cornul francez. Alături de piesele instrumentale, Krufft a scris un număr însemnat de lieduri pe versuri de Friedrich von Schiller, Johannes Daniel Falk, Johann Wolfgang von Goethe ș.a.
Partituri ale pieselor lui Krufft au fost tipărite în timpul vieții acestuia de către editurile Kunst- und Industrie-Comptoir (condusă la acea vreme de către scriitorul Joseph Schreyvogel) și Mechetti.
La moartea compozitorului, publicația Allgemeine musikalische Zeitung l-a numit: „un pianist cu o înzestrare și precizie rară și un excelent compozitor prin studiu și spirit”.

## Lucrări muzicale

### Muzică de cameră
- Sonata în Mi{\displaystyle \flat } major pentru pian cu corn francez sau violoncel obligat
A fost prima oară editată în 1814, de către Breitkopf & Härtel (Leipzig). Astăzi, lucrarea se cântă adeseori în Fa major, dat fiind că varianta în Mi bemol a cornului francez nu se mai produce între instrumentele de construcție modernă. Recomandăm audiția piesei în formula Lowel Greer (corn natural) și Steven Lubin (pianoforte).
- Variațiuni la cavatina operei „Der Augenarzt” pentru pian cu corn francez sau violoncel obligat
Opera amintită a fost compusă de Adalbert Gyrowetz în anul 1816. Lucrarea lui Krufft este dedicată cornistului Friedrich Bode, prim-cornist la capela Curții din Mecklenburg-Schwerin.

### Lieduri
- An Emma (versuri de Friedrich von Schiller)
- Bei einer Rose (Johann Paul Köffinger)
- Der Abend (Fr. von Schiller)
- Der arme Thoms (Johannes Daniel Falk)
- Des Mädchens Klage (Fr. von Schiller)
- Die Elfenkönigin (Friedrich von Matthisson)
- Die Erwartung (Fr. von Schiller)
- Fleiss hinab, mein stilles Leben (August Heinrich Julius Lafontaine)
- Kennst du das Land? (Johann Wolfgang von Goethe)
Versurile apar în al doilea roman al lui Goethe, „Anii de ucenicie ai lui Wilhelm Meister” (1796).
- Lebenslied (Fr. von Matthisson)
- Serenade (Christian Ludwig Reissig)
- Wehmut (C.L. Reissig)